# Kenta Ishii
Kenta Ishii (japanisch 石井 健太 Ishii Kenta; * 8. Dezember 1987 in der Präfektur Shizuoka) ist ein japanischer Fußballspieler.

## Karriere
Ishii erlernte das Fußballspielen in der Schulmannschaft der Tokai University Shoyo High School und der Universitätsmannschaft der Tokai-Universität. Seinen ersten Vertrag unterschrieb er 2010 beim Honda Lock SC. Der Verein spielte in der dritthöchsten Liga des Landes, der Japan Football League. Für den Verein absolvierte er 53 Ligaspiele. 2013 wechselte er zum Ligakonkurrenten Kamatamare Sanuki. 2013 wurde er mit dem Verein Vizemeister der dritten Liga und stieg in die zweite Liga auf. Für den Verein absolvierte er fünf Ligaspiele. 2017 wechselte der Torwart zu Tegevajaro Miyazaki.